# Poliez-Pittet
Poliez-Pittet (toponimo francese) è un comune svizzero di 844 abitanti del Canton Vaud, nel distretto del Gros-de-Vaud.

## Storia
Poliez-Pittet era noto negli anni 1160-79 come Poleto. Nel 1230 venne menzionato come Pollie lo Pitet.

## Monumenti e luoghi d'interesse

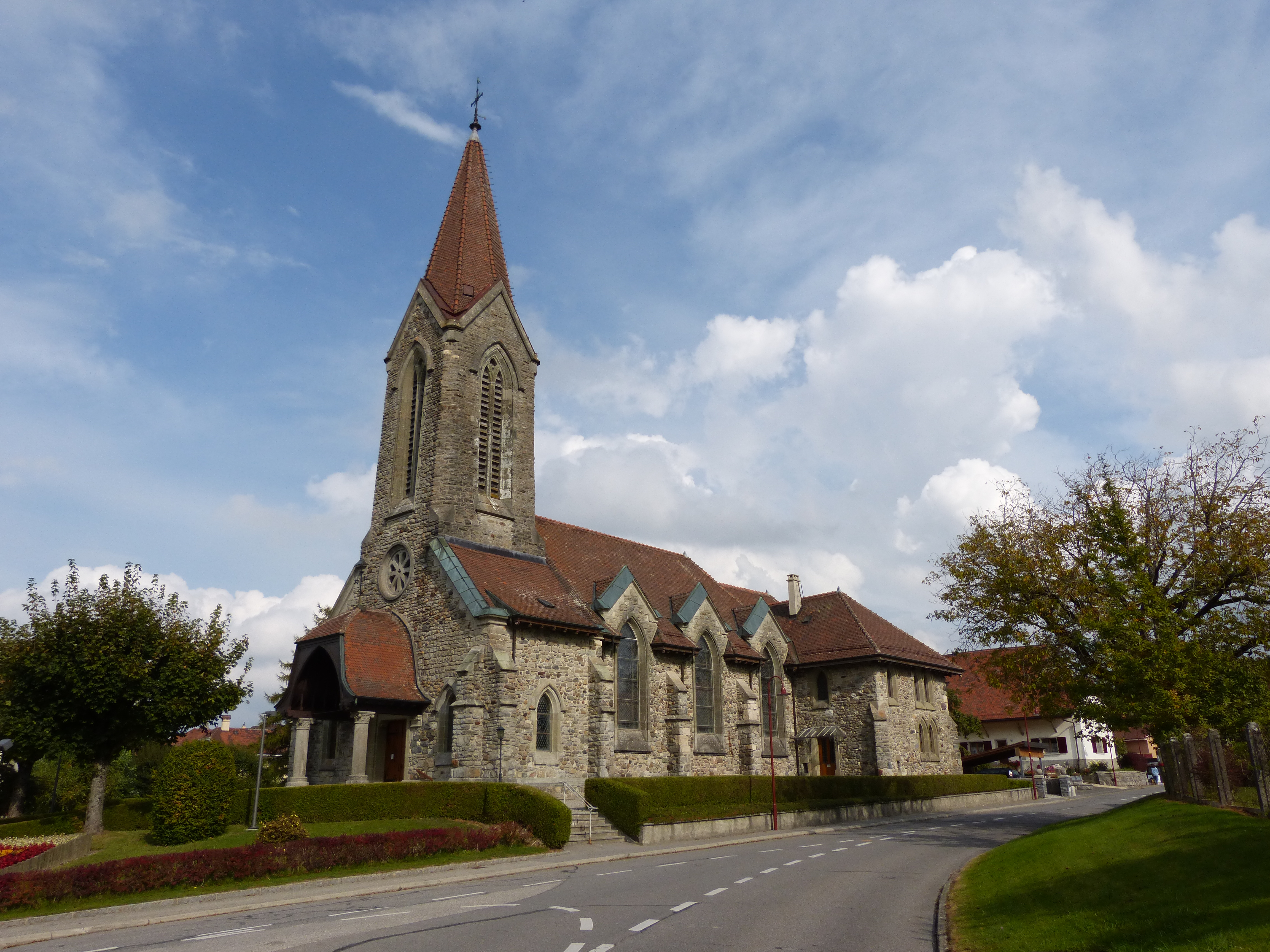
La chiesa cattolica di Santa Maria Maddalena

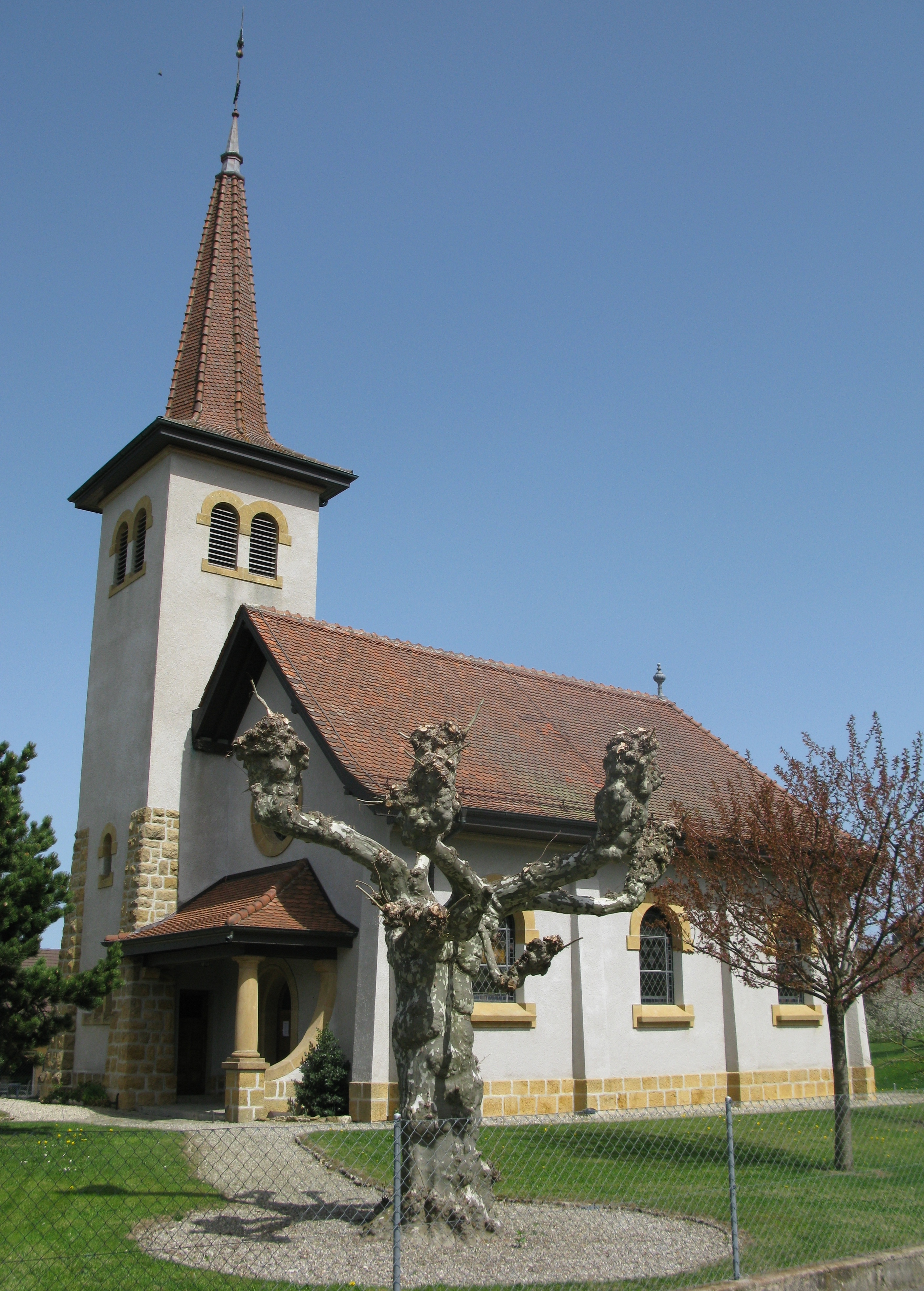
La chiesa riformata

- Chiesa cattolica di Santa Maria Maddalena, attestata dal 1434 e ricostruita nel 1915;[1]
- Chiesa riformata, eretta nel 1820.[1]

## Società

### Evoluzione demografica
L'evoluzione demografica è riportata nella seguente tabella:
Abitanti censiti

## Amministrazione
Ogni famiglia originaria del luogo fa parte del cosiddetto comune patriziale e ha la responsabilità della manutenzione di ogni bene ricadente all'interno dei confini del comune.